# Клавиши управления курсором
Клавиши управления курсором — четыре клавиши-стрелки на клавиатуре компьютера: ↑, ↓, ←, →. На цифровой клавиатуре эти клавиши совмещены с цифрами 2, 4, 6, 8.
Различные источники добавляют к ним и другие клавиши редактирования — Insert, Delete Home, End, Page Up и Page Down.

## В прикладном ПО
Клавиши-стрелки перемещают указатель (курсор) вверх, вниз, влево и вправо. Клавиши Home («начало») и End («конец») позволяют переместиться в начало и конец чего-либо — документа, строки, абзаца. Для перемещения на один экран вверх и вниз используются клавиши Page Up («страница вверх») и Page Down («страница вниз»).

### Текстовые редакторы и процессоры
Действуют такие клавиши-модификаторы:
- Ctrl — передвинуть на большее расстояние. Например, в Microsoft Word Ctrl+← перемещает на слово влево, а Ctrl+Home — сразу в начало текста[3].
  - Клавиши Ctrl+↕ выпадают из этой закономерности, и на них разработчики могут поставить что угодно: Notepad++, Qt Creator — прокрутка без смещения курсора, Microsoft Word — на абзац вверх/вниз[3].
- ⇧ Shift — выделить блок. Комбинация Ctrl+⇧ Shift позволяет далеко двигать курсор, одновременно выделяя блок.
  - Alt+⇧ Shift — иногда выделение квадратного блока (Notepad++, Qt Creator).

### Прочее ПО
При навигации по списку (например, в файловых менеджерах) Ctrl+↔↕ — движение пустой рамки («клавиатурного курсора»), при этом остаётся выделенным то, что пользователь выделил ранее. Этот метод множественного выделения стандартный в Windows, но крайне неловкий (любое нажатие клавиши-стрелки или щелчок мышью без Ctrl снимает всё выделение), так что специалисты по интерфейсам ищут другие способы множественного выделения: например, настройка «Флажки элементов» в Проводнике Windows 10.
За клавишами Alt+↔ закрепилась навигация вперёд/назад, по аналогии с браузерами (Проводник Windows, Total Commander, Qt Creator).
Изредка — в играх, при эмуляции мыши с клавиатуры — Home, End, Page Up и Page Down отвечают за движение по диагонали.

## Прочие клавиши направления

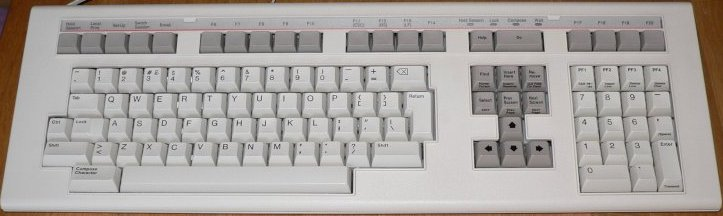
DEC LK201 — клавиатура от терминала VT220 (1982)

Компьютер/терминал из-за ограниченной клавиатуры может не иметь клавиш-стрелок (ZX-Spectrum), стрелки могут быть непригодны для игр (BBC Micro), функциональность программы может требовать второго комплекта клавиш направления (Norton Commander, игры на двоих). Бывает нужен лёгкий доступ к дополнительным функциям, невозможный на обособленных клавишах-стрелках (игры-шутеры). Тогда пользуются такими клавишами:
- Клавиши цифрового ряда (56780 или 67890) — на ZX-Spectrum. См. Sinclair Joystick, Cursor Joystick.
- OPQA, OPAZ, ZX*?, []AZ, ←→AZ — в некоторых играх на простейших бытовых компьютерах — BBC Micro, Apple II, ZX-Spectrum. Клавишей «огонь» могла быть Z, M, пробел или другая. Из игр для IBM-совместимых ПК с такой раскладкой — серия Grand Prix.
- WASD — в играх-шутерах (см. Стрейф). Применяются и другие клавиши (ESDF, IJKL…), но они не стали столь известными.
- IJKM — применялась в некоторых бытовых компьютерах, в частности, Apple II.
- Сходная четвёрка, ESDX, применялась в текстовом редакторе WordStar, программе Norton Commander.
- HJKL — стандартные клавиши курсора терминала ADM-3A, откуда они перешли в текстовый редактор vi.
- QWEASDZXC — если нужны все девять клавиш цифровой клавиатуры, например в файтингах на двоих.

## История

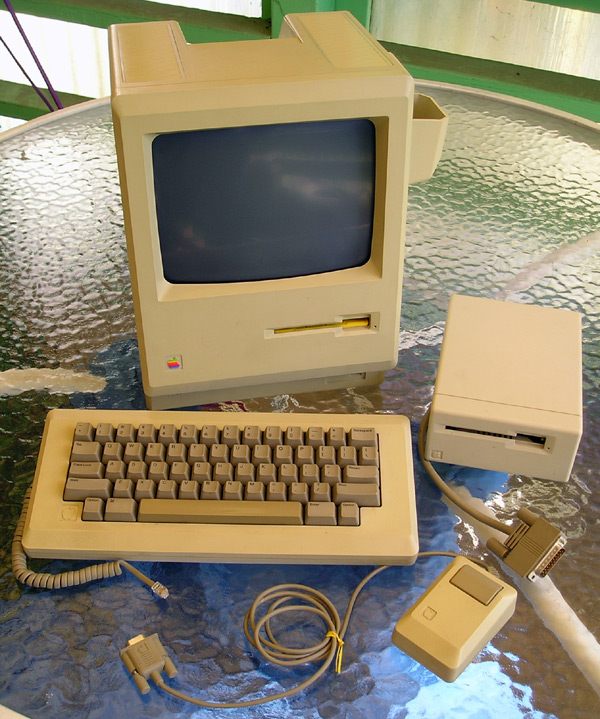
Macintosh 512K без курсорных клавиш

Видеотерминалы изменили пользовательские интерфейсы компьютеров. Но до клавиш управления курсором додумались не сразу; отголоски этого мы всё ещё можем видеть в редакторе vi. Расположение клавиш на разных машинах было разным; привычное нам «перевёрнутое T» предложила компания DEC в клавиатуре LK201.
Дорогие компьютеры  могли позволить себе большую клавиатуру с цифровым блоком; зачастую (IBM PC, Корвет) его функция переключалась: стрелки или цифры. В дешёвых бытовых компьютерах (ZX-Spectrum, Apple II) клавиатуру старались делать как можно более лаконичной, зачастую «под нож» шли и кнопки-стрелки.
С появлением компьютера IBM PC/AT «перевёрнутое T» обосновалось и на IBM-совместимых машинах.
В 1980-е годы распространение получила компьютерная мышь. Стив Джобс в Macintosh 128K также отказался от клавиш-стрелок под предлогом того, что они дублировали мышь.
Комбинация WASD присутствует в отдельных ранних играх (первая — Moria на PLATO, более известна Castle Wolfenstein). В 1997 году, благодаря геймеру Thresh, в финале соревнований по Quake всухую обыгравшему «клавишника», WASD стала стандартом шутеров.
Клавиш управления курсором нет и на виртуальной клавиатуре Google Android. На начало 2020 в Gboard работает (но малоизвестна) команда: если провести пальцем по клавише пробела, курсор движется влево или вправо.